# Bohemians 1905
Bohemians Praha 1905 (previously named FC Bohemians Praha) là một câu lạc bộ bóng đá có trụ sở tại Praha, Cộng hòa Séc, ra đời vào năm 1905 với cái tên AFK Vršovice. Đội bóng giành ngôi vô địch Giải bóng đá vô địch quốc gia Tiệp Khắc 1982–83, cũng là danh hiệu vô địch quốc gia duy nhất của họ. Màu áo của đội là xanh pha trắng. Cầu thủ nổi tiếng nhất lịch sử Bohemians là Antonín Panenka, chủ tịch đương nhiệm của đội bóng. Linh vật của Bohemians là một con kangaroo, dấu ấn từ tour diễn ở Úc vào năm 1927. Sau tour diễn đó, câu lạc bộ đã được tặng hai con kangaroo sống và họ đã đem tăng lại nó cho Sở thú Praha.

## Lịch sử hoạt động
Được thành lập với cái tên AFK Vršovice, câu lạc bộ đã thi đấu tại hạng đấu cao nhất là giải bóng đá vô địch quốc gia Tiệp Khắc từ 1925 đến 1935. Họ có nhiều mùa giải bị rớt hoặc thăng hạng lên giải vô địch quốc trong 40 tiếp theo trước khi duy trì suất đá ở giải quốc gia từ 1973 đến 1995, kỷ nguyên thành công nhất của câu lạc bộ. Ở mùa giải 1982–83 câu lạc bộ đã giành chức vô địch quốc gia Tiệp Khắc và lọt vào vòng bán kết của Cúp UEFA. Vào năm 2005 đội bóng đá sống sót sau một cuộc khủng hoảng - hệ quả của vấn đề quản lý tồi tệ. Đội bóng bị cấm tham dự nửa sau Giải bóng đá Hạng nhất Séc 2004–05 và các kết quả thi đấu đều bị hủy. Câu lạc bộ bị giáng xuống giải hạng 3 của Séc do các gánh nợ tài chính, nhưng sau đó được các cổ động viên cứu nạn khi hỗ trợ trả một phần nợ của đội bóng.

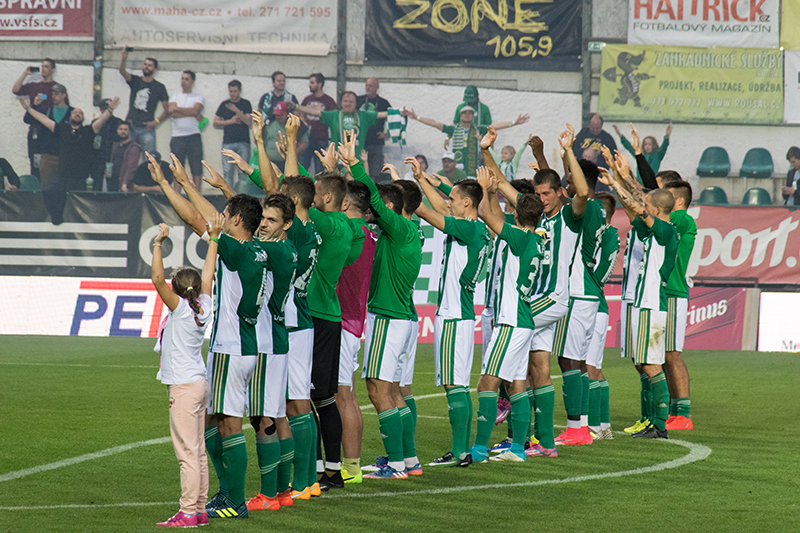
Bohemians Praha ăn mừng cùng các cổ động viên sau trận đấu.

Câu lạc bộ kết thúc ở vị trí thứ 3 của Bohemian Football League mùa 2005–06, bỏ lỡ cơ hội thăng hạng, mặc dù vậy họ vẫn được lên sân chơi giải hạng bởi đã mua giấy phép thi đấu ở sân chơi này từ tay SC Xaverov. Đội bóng sau đó đã giành quyến trở lại hạng đấu cao nhất vào năm 2007 và trụ lại cho đến khi bị rớt hạng vào năm 2012. Sau chỉ một mùa giải tại 2. Liga, Bohemians trở lại giải vô địch quốc gia vào năm 2013.

### Lịch sử tên gọi
- 1905: AFK Vršovice
- 1927: Bohemians AFK Vršovice
- 1941: Bohemia AFK Vršovice
- 1945: Bohemians AFK Vršovice
- 1948: Sokol Vršovice Bohemians
- 1949: Sokol Železničaři Bohemians Praha
- 1950: Sokol Železničaři Praha
- 1951: Sokol ČKD Stalingrad Praha
- 1953: Spartak Praha Stalingrad
- 1962: ČKD Praha
- 1965: Bohemians ČKD Praha
- 1993: Bohemians Praha
- 1999: CU Bohemians Praha
- 2001: FC Bohemians Praha
- 2005: Bohemians 1905
- 2013: Bohemians Praha 1905

## Phục trang
| Thời gian | Nhãn hiệu trang phục | Nhà tài trợ áo                        |
| --------- | -------------------- | ------------------------------------- |
| 1989-1990 | Adidas               | None                                  |
| 1992-1993 | Adidas               | Frank Xerox                           |
| 1993-1994 | Adidas               | RC Cola                               |
| 1994-1995 | KSM                  | PasserInvest                          |
| 1995-1996 | Adidas               | PasserInvest                          |
| 1996-1998 | Adidas               | None                                  |
| 1999-2000 | Adidas               | Commercial Union                      |
| 2000-2001 | Adidas               | Commercial Union Velkopopovický Kozel |
| 2001-2002 | Adidas               | Commercial Union Ericsson             |
| 2002-2003 | Adidas               | Union Pojišťovna                      |
| 2003-2004 | Umbro                | Union Pojišťovna AAA Auto             |
| 2005–2006 | Kelme                | None                                  |
| 2006      | Kelme                | Remal                                 |
| 2007–2008 | Umbro                | Remal                                 |
| 2008–2011 | Umbro                | Fortuna Remal                         |
| 2011–2012 | Adidas               | Fortuna Remal                         |
| 2012–2019 | Adidas               | Remal                                 |
| 2019-     | Adidas               | Balshop.cz                            |

## Danh hiệu
- Giải bóng đá vô địch quốc gia Tiệp Khắc (hàng đầu)
  - Vô địch (1): 1982–83
  - Á quân (1): 1984–85
- Cúp bóng đá Tiệp Khắc
  - Á quân (1): 1982
- Czech 2. Liga (giải hạng hai)
  - Vô địch (2): 1998–99, 2008–09
  - Á quân (2): 2006–07, 2012–13
- Cúp Mitropa
  - Đá chung kết (1): 1987

## Thống kê và kỷ lục
Tính đến 30 tháng 1 năm 2021.
In đậm tên các cầu thủ trong đội hình hiện tại.
| #  | Tên             | Số trận |
| -- | --------------- | ------- |
| 1  | Josef Jindřišek | 274     |
| 2  | David Bartek    | 256     |
| 3  | Michal Šmíd     | 161     |
| 4  | Jan Moravec     | 135     |
| 5  | Daniel Krch     | 124     |
| 6  | Radek Sňozík    | 112     |
| 7  | Martin Dostál   | 111     |
| 8  | Lukáš Hartig    | 102     |
| 9  | Marek Nikl      | 101     |
| 10 | Libor Janáček   | 94      |

| # | Tên             | Số bàn thắng |
| - | --------------- | ------------ |
| 1 | David Bartek    | 22           |
| 2 | Josef Jindřišek | 20           |
| 3 | Milan Škoda     | 17           |
| 4 | Lukáš Hartig    | 14           |
| 5 | Robert Neumann  | 11           |
| 5 | Karol Kisel     | 11           |

### Nhiều trận giữ sạch lưới nhất
| # | Tên               | Số trận giữ sạch lưới |
| - | ----------------- | --------------------- |
| 1 | Radek Sňozík      | 33                    |
| 2 | Kamil Čontofalský | 24                    |
| 3 | Tomáš Fryšták     | 21                    |

### Các kỷ lục tại giải vô địch quốc gia Séc
- Vị trí cao nhất: hạng 4 (2001–02)
- Vị trí thấp nhất: hạng 16 (1996–97)
- Chiến thắng sân nhà đậm nhất: Bohemians 4–0 Blšany (2000–01), Bohemians 4–0 Teplice (2019–20), Bohemians 4–0 Mladá Boleslav (2020–21)
- Chiến thắng sân khách đậm nhất: Příbram 1–5 Bohemians (2001–02)
- Thất bại sân nhà đậm nhất: Bohemians 0–4 Žižkov (1994–95), Bohemians 0–4 Ostrava (2001–02), Bohemians 0–4 Sparta Prague (2011–12)
- Thất bại sân khách đậm nhất: Drnovice 6–0 Bohemians (1996–97)

## Cầu thủ

### Đội hình hiện tại
Tính đến 21 tháng 1 năm 2021.
Ghi chú: Quốc kỳ chỉ đội tuyển quốc gia được xác định rõ trong điều lệ tư cách FIFA. Các cầu thủ có thể giữ hơn một quốc tịch ngoài FIFA.
| Số | VT | Quốc gia     | Cầu thủ                               |
| -- | -- | ------------ | ------------------------------------- |
| 1  | TM | Cộng hòa Séc | Roman Valeš                           |
| 3  | HV | Đức          | Till Schumacher                       |
| 4  | TV | Cộng hòa Séc | Josef Jindřišek                       |
| 5  | HV | Cộng hòa Séc | David Bartek                          |
| 6  | TV | Nga          | Vladislav Lyovin                      |
| 7  | TV | Cộng hòa Séc | Petr Hronek                           |
| 8  | TĐ | Cộng hòa Séc | Matěj Pulkrab (mượn từ Sparta Prague) |
| 9  | TĐ | Pháp         | Ibrahim Keita                         |
| 10 | TĐ | Cộng hòa Séc | Jakub Nečas                           |
| 11 | TV | Cộng hòa Séc | Vojtěch Novák                         |
| 12 | TV | Cộng hòa Séc | Filip Hašek                           |
| 13 | TĐ | Cộng hòa Séc | Pavel Osmančík                        |
| 15 | HV | Cộng hòa Séc | Daniel Krch                           |
| 16 | HV | Cộng hòa Séc | Martin Dostál                         |
| 17 | TV | Cộng hòa Séc | Jan Vodháněl                          |

| Số | VT | Quốc gia     | Cầu thủ                                    |
| -- | -- | ------------ | ------------------------------------------ |
| 19 | TV | Cộng hòa Séc | Roman Květ                                 |
| 20 | HV | Cộng hòa Séc | Jan Vondra                                 |
| 21 | HV | Cộng hòa Séc | Lukáš Pokorný (mượn từ Slavia Prague)      |
| 22 | TV | Cộng hòa Séc | Antonín Vaníček                            |
| 23 | HV | Cộng hòa Séc | Daniel Köstl                               |
| 24 | TĐ | Cộng hòa Séc | David Puškáč                               |
| 25 | TV | Cộng hòa Séc | Kamil Vacek                                |
| 26 | TM | Cộng hòa Séc | Marek Kouba                                |
| 27 | HV | Cộng hòa Séc | Jiří Bederka                               |
| 28 | HV | Cộng hòa Séc | Lukáš Hůlka                                |
| 29 | TĐ | Nigeria      | Michael Ugwu                               |
| 32 | HV | Cộng hòa Séc | Daniel Kosek (mượn từ Slavia Prague)       |
| 37 | TĐ | Cộng hòa Séc | Tomáš Necid                                |
| 89 | TM | Slovakia     | Patrik Lê Giang                            |
| 99 | TM | Cộng hòa Séc | Hugo Jan Bačkovský (mượn từ Sparta Prague) |

### Cho mượn
Ghi chú: Quốc kỳ chỉ đội tuyển quốc gia được xác định rõ trong điều lệ tư cách FIFA. Các cầu thủ có thể giữ hơn một quốc tịch ngoài FIFA.
| Số | VT | Quốc gia     | Cầu thủ                              |
| -- | -- | ------------ | ------------------------------------ |
| —  | TĐ | Cộng hòa Séc | Matěj Koubek (tại FK Ústí nad Labem) |
| —  | TV | Việt Nam     | Tuan Anh Le (tại Binh Dinh FC)       |

| Số | VT | Quốc gia     | Cầu thủ                      |
| -- | -- | ------------ | ---------------------------- |
| —  | TV | Nigeria      | Marvis Ogiomade (tại Vlašim) |
| —  | TV | Cộng hòa Séc | Michal Vrána (tại Vlašim)    |

### Đội dự bị
Tính đến mùa 2019/20, đội dự bị Bohemians 1905 B của câu lạc bộ đang thi đấu tại Bohemian Football League (giải hạng 3 trong hệ thống bóng đá Séc). Họ thi đấu các trận sân nhà trên sân vận động Ďolíček của câu lạc bộ.

## Đội ngũ quản lý và kĩ thuật
| Vị trí                     | Tên                            |
| -------------------------- | ------------------------------ |
| Huấn luyện viên trưởng     | Luděk Klusáček                 |
| Trợ lý huấn luyện viên     | Erich Brabec Ivan Hašek junior |
| Huấn luyện viên thủ môn    | Miroslav Miller                |
| Huấn luyện viên đội dự bị  | Vladimír Hruška                |
| Huấn luyện viên thể lực    | Rudolf Rondzik                 |
| Quản lý đội ngũ            | Libor Koubek                   |
| Giám đốc thể thao          | Miroslav Držmíšek              |
| Chuyên gia trị liệu vật lý | Martin Hes                     |
| Bác sĩ                     | Marek Burian Marek Kysela      |
| Nhân viên xoa bóp          | Martin Vávra                   |
| Nhân viên phục trang       | Radek Balog                    |

## Các cầu thủ và huấn luyện viên

### Lịch sử các huấn luyện viên trưởng của đội bóng
- 1934  Karel Meduna [7]
- 1940  Ladislav Ženíšek
- 1945  Antonín Lanhaus
- 1972  Bohumil Musil
- 1977  Tomáš Pospíchal
- 1983  Josef Zadina
- 1983  Jiří Rubáš
- 1983  Tomáš Pospíchal
- 1987  Michal Jelínek
- 1987  Dušan Uhrin
- 1988  Josef Zadina
- 1989  Josef Ledecký
- 1991  Josef Hloušek
- 1993  Petr Packert
- 1994  Mario Buzek
- 1994  František Barát
- 1995  Svatopluk Bouška
- 1955  Dalibor Lacina
- 1996  Josef Hloušek
- 1996  Miloš Beznoska và Antonín Panenka (tạm quyền)
- 1996   Vladimír Borovička (tạm quyền)
- 1996  Vlastimil Petržela
- 2002  Vladimír Borovička (tạm quyền)
- 2002  Dušan Uhrin, Jr.
- 2005  Zbyněk Busta
- 2008  Pavel Hoftych
- 2011  Pavel Medynský
- 2012  Jozef Weber
- 2014  Luděk Klusáček
- 2014  Roman Pivarník
- 2016  Miroslav Koubek
- 2017  Martin Hašek
- 2019  Luděk Klusáček

### Đại sảnh danh vọng của câu lạc bộ
- Karel Bejbl
- Přemysl Bičovský
- Milan Čermák
- Karol Dobiáš
- Jaroslav Kamenický
- Antonín Panenka
- Tomáš Pospíchal
- Jiří Rubáš
- Dalibor Slezák
- Radek Sňozík

## Lịch sử thành tích tại cúp châu Âu

### UEFA Cup (1975/76)
| Vòng | Lượt trận | Ngày    | Nơi tổ chức | Đối thủ | Kết quả | Tỉ số     | Kết quả chung cuộc |
| ---- | --------- | ------- | ----------- | ------- | ------- | --------- | ------------------ |
| 1.   | 1.        | 17/9/75 | H           | Honvéd  | Thua    | 1–2 (0–0) |                    |
| 1.   | 2.        | 1/10/75 | A           | Honvéd  | Hòa     | 1–1 (1–1) | Thua 2–3           |

### UEFA Cup (1979/80)
| Vòng | Lượt trận | Ngày    | Nơi tổ chức | Đối thủ       | Kết quả | Tỉ số     | Kết quả chung cuộc |
| ---- | --------- | ------- | ----------- | ------------- | ------- | --------- | ------------------ |
| 1.   | 1.        | 19/9/79 | H           | Bayern Munich | Thua    | 0–2 (0–1) |                    |
| 1.   | 2.        | 3/10/79 | A           | Bayern Munich | Hòa     | 2–2 (0–0) | Thua 2–4           |

### UEFA Cup (1980/81)
| Vòng | Lượt trận | Ngày     | Nơi tổ chức | Đối thủ        | Kết quả | Tỉ số     | Kết quả chung cuộc |
| ---- | --------- | -------- | ----------- | -------------- | ------- | --------- | ------------------ |
| 1.   | 1.        | 17/9/80  | H           | Sporting Gijón | Thắng   | 3–1 (1–0) |                    |
| 1.   | 2.        | 1/10/80  | A           | Sporting Gijón | Thua    | 1–2 (1–1) | Thắng 4–3          |
| 2.   | 1.        | 22/10/80 | A           | Ipswich Town   | Thua    | 0–3 (0–0) |                    |
| 2.   | 2.        | 5/11/80  | H           | Ipswich Town   | Thắng   | 2–0 (1–0) | Thua 2–3           |

### UEFA Cup (1981/82)
| Vòng | Lượt trận | Ngày    | Nơi tổ chức | Đối thủ  | Kết quả | Tỉ số     | Kết quả chung cuộc |
| ---- | --------- | ------- | ----------- | -------- | ------- | --------- | ------------------ |
| 1.   | 1.        | 15/9/81 | H           | Valencia | Thua    | 0–1 (0–0) |                    |
| 1.   | 2.        | 30/9/81 | A           | Valencia | Thua    | 0–1 (0–1) | Thua 0–2           |

### UEFA Cup (1982/83)
| Vòng | Lượt trận | Ngày     | Nơi tổ chức | Đối thủ       | Kết quả | Tỉ số     | Kết quả chung cuộc |
| ---- | --------- | -------- | ----------- | ------------- | ------- | --------- | ------------------ |
| 1.   | 1.        | 15/9/82  | H           | Admira-Wacker | Thắng   | 5–0 (3–0) |                    |
| 1.   | 2.        | 28/9/82  | A           | Admira-Wacker | Thắng   | 2–1 (1–1) | Thắng 7–1          |
| 2.   | 1.        | 20/10/82 | A           | Saint-Étienne | Hòa     | 0–0 (0–0) |                    |
| 2.   | 2.        | 3/11/82  | A           | Saint-Étienne | Thắng   | 4–0 (1–0) | Thắng 4–0          |
| 3.   | 1.        | 24/11/82 | A           | Servette      | Hòa     | 2–2 (1–0) |                    |
| 3.   | 2.        | 8/12/82  | H           | Servette      | Thắng   | 2–1 (1–1) | Thắng 4–3          |
| 4.   | 1.        | 2/3/83   | H           | Dundee United | Thắng   | 1–0 (1–0) |                    |
| 4.   | 2.        | 16/3/83  | A           | Dundee United | Hòa     | 0–0 (0–0) | Thắng 1–0          |
| S/F  | 1.        | 6/4/83   | H           | Anderlecht    | Thua    | 0–1 (0–1) |                    |
| S/F  | 2.        | 20/4/83  | A           | Anderlecht    | Thua    | 1–3 (0–2) | Thua 1–4           |

### Cúp C1 (1983/84)
| Vòng | Lượt trận | Ngày     | Nơi tổ chức | Đối thủ      | Kết quả | Tỉ số     | Kết quả chung cuộc    |
| ---- | --------- | -------- | ----------- | ------------ | ------- | --------- | --------------------- |
| 1.   | 1.        | 14/9/83  | A           | Fenerbahçe   | Thắng   | 1–0 (0–0) |                       |
| 1.   | 2.        | 28/9/83  | H           | Fenerbahçe   | Thắng   | 4–0 (1–0) | Thắng 5–0             |
| 2.   | 1.        | 19/10/83 | H           | Rapid Vienna | Thắng   | 2–1 (1–1) |                       |
| 2.   | 2.        | 2/11/83  | A           | Rapid Vienna | Thua    | 0–1 (0–1) | Thua 2–2 (l.b.t.s.k.) |

### UEFA Cup (1984/85)
| Vòng | Lượt trận | Ngày     | Nơi tổ chức | Đối thủ           | Kết quả | Tỉ số     | Kết quả chung cuộc        |
| ---- | --------- | -------- | ----------- | ----------------- | ------- | --------- | ------------------------- |
| 1.   | 1.        | 19/9/84  | H           | Apollon Limassol  | Thua    | 6–1 (3–0) |                           |
| 1.   | 2.        | 3/10/84  | A           | Apollon Limassol  | D       | 2–2 (1–0) | Thắng 8–3                 |
| 2.   | 1.        | 24/10/84 | A           | Ajax              | Thua    | 0–1 (0–1) |                           |
| 2.   | 2.        | 7/11/84  | H           | Ajax              | Thắng   | 1–0 (0–0) | Thắng 1–1 (4–2 trên p.đ.) |
| 3.   | 1.        | 28/11/84 | A           | Tottenham Hotspur | Thua    | 0–2 (0–1) |                           |
| 3.   | 2.        | 12/12/84 | H           | Tottenham Hotspur | Hòa     | 1–1 (0–1) | Lost 1–3                  |

### UEFA Cup (1985/86)
| Vòng | Lượt trận | Ngày     | Nơi tổ chức | Đối thủ   | Kết quả | Tỉ số          | Kết quả chung cuộc |
| ---- | --------- | -------- | ----------- | --------- | ------- | -------------- | ------------------ |
| 1.   | 1.        | 18/9/85  | A           | Rába Györ | Thua    | 1–3 (1–1)      |                    |
| 1.   | 2.        | 2/10/85  | H           | Rába Györ | Thắng   | 4–1 (2–1) h.p. | Thắng 5–4          |
| 2.   | 1.        | 23/10/85 | A           | FC Köln   | Thua    | 0–4 (0–2)      |                    |
| 2.   | 2.        | 6/11/85  | H           | FC Köln   | Thua    | 2–4 (2–2)      | Thua 2–8           |

### UEFA Cup (1987/88)
| Vòng | Lượt trận | Ngày    | Nơi tổ chức | Đối thủ | Kết quả | Tỉ số     | Kết quả chung cuộc |
| ---- | --------- | ------- | ----------- | ------- | ------- | --------- | ------------------ |
| 1.   | 1.        | 16/9/87 | A           | Beveren | L       | 0–2 (0–1) |                    |
| 1.   | 2.        | 1/10/87 | H           | Beveren | W       | 1–0 (1–0) | Thua 1–2           |